# Гранден, Марсель-Огюст-Мари
Марсе́ль-Огю́ст-Мари́ Гранде́н (фр. Marcel-Auguste-Marie Grandin, 16 января 1885 год, Боланде (фр.), Франш-Конте, Франция — 4 августа 1947 года) — католический прелат, апостольский викарий Банги с 2 декабря 1937 года по 4 августа 1947 года. Член монашеской конгрегации Святого Духа.

## Биография
После получения среднего образования поступил в монастырь конгрегации Святого Духа. 28 октября 1912 года рукоположён в священники.
2 мая 1928 года Римский папа Пий XI назначил его апостольским префектом Убанги-Хари. 2 декабря 1937 года Римский папа Пий XI издал буллу Si christiana res, которой возвёл апостольскую префектуру Убанги-Хари в ранг апостольского викариат и назначил Марселя-Огюста-Мари Грандена её ординарием с титулом епископа Фуркаса Великого. 18 января 1938 года состоялось его рукоположение в епископы, которое совершил епископ Се Октав-Луи Паске в сослужении с титулярным епископом Европуса Луи Ле-Юнсе и титулярным епископом Абилы Лизанийской Иосифом Шанаханом.
28 мая 1940 года Римский папа Пий XII переименовал апостольский викариат Убанги-Хари в апостольский викариат Банги и Марсель-Огюст-Мари Гранден стал носить титул апостольского викария Банги.
Скончался 4 августа 1947 года.